# بيت حمد (جبلة)

تعديل مصدري - تعديل

بيت حُمد محلة تابعة لقرية الظهرة، التابعة لعزلة الشراعي بمديرية جبلة إحدى مديريات محافظة إب في الجمهورية اليمنية، بلغ تعداد سكانها 93 حسب تعداد اليمن لعام 2004.